# 花花女郎
《花花女郎》（英語：Playgirl）是一本美國雜誌，內容介紹一般的有趣文章、生活風格和名人新聞，另加半裸和全裸的男人。在1970年代和1980年代，本雜誌以月刊出版，以女性為主要市場，不過在很少有男同性戀色情雜誌的時期，卻擁有一個重要的男同性戀讀者群。
該雜誌由Douglas Lambert在女權主義運動的高峰時期為了對色情男性雜誌如《花花公子》和《閣樓》作回應而於1973年創立的。1977年，Lambert將《花花女郎》賣給了接任出版人的Ira Ritter。該雜誌涵蓋了流產、平等權利和夾雜男人的性感照片等問題，並為婦女的性革命發揮了關鍵作用。從2009年3月至2010年2月，《花花女郎》只出現線上版。該雜誌自2010年3月號開始有時回歸為印刷書。最後一期印刷是2016年冬季。截至2016年，該雜誌據信只有約3000位訂閱者。

## 外部連結
- 官方网站